# Hel·len
Hel·len (en grec antic Ἕλλην Hellen) va ser l'heroi considerat l'avantpassat comú de tots els grecs, ja que ells mateixos s'anomenen hel·lens.
Va ser fill de Deucalió i germà d'Amficcíon i de Protogènia. La seva mare és Pirra. Alguns autors el considerin fill de Prometeu i Clímene. Altres el fan fill de Zeus i Doripe.
Es va casar amb Orseida, una nimfa de les muntanyes, amb la que va tenir tres fills: Doros, Èol i Xutos, dels quals descendeixen les principals ètnies hel·lèniques, els doris, els eolis, els jonis i els aqueus.
Hel·lè va ser rei de Ftia, a Tessàlia, entre el riu Peneu i l'Asop, en el lloc on Deucalió i Pirra es van establir després del diluvi. Èol va ser el seu successor, i els altres fills es van establir en diferents llocs de Grècia.